# Armand Pierre Landrin
Pour les articles homonymes, voir Landrin.
Armand Pierre Landrin est un homme politique français né le 15 mars 1803 à Versailles (Yvelines) et décédé le 7 juillet 1859 à Versailles.

## Biographie
Fils d'un épicier, il est avocat à Versailles puis à Paris de 1830 à 1848. Il est également rédacteur à la gazette des tribunaux. En février 1848, il est procureur de la République près le tribunal de la Seine. Il est député de Seine-et-Oise de 1848 à 1849, siégeant avec les républicains conservateurs.
Son fils, Armand Landrin, fut conservateur du Musée d'ethnographie du Trocadéro.